# خازن الکترولیتی آلومینیومی

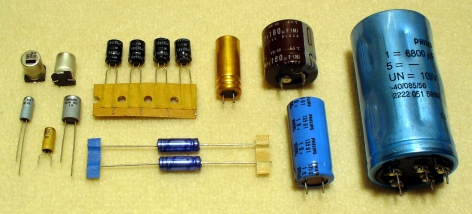
خازن الکترولیتی آلومینیومی با الکترولیت غیر جامد دارای طیف گسترده ای از سبک ها، اندازه ها و سری است

خازن‌های الکترولیتی آلومینیومی قطبی خازن های الکترولیتی که آند الکترود (+) است که از یک  آلومینیوم خالص ساخته شده روی سطح فویل عملیات اچ انجام می‌شود. آلومینیوم، یک لایه عایق الکتریکی از اکسید آلومینیوم را به وسیله عملیات آنودایز تشکیل می دهد که به عنوان دی الکتریک خازن عمل می‌کند. الکترولیت غیر جامد، سطح خشن لایه اکسید را پوشش می‌دهد، که عملاً به عنوان الکترود دوم ( کاتد ) (-) خازن خدمت می‌کند. فویل آلومینیومی دوم به نام "فویل کاتدی" به الکترولیت تماس می‌گیرد و به عنوان اتصال الکتریکی به ترمینال منفی خازن عمل می‌کند. 
خازن‌های الکترولیتی آلومینیومی به وسیله نوع الکترولیت به سه قسمت زیر تقسیم می‌شوند: 
- خازن الکترولیتی آلومینیومی غیر جامد (مایع، مرطوب)
- خازن الکترولیتی آلومینیوم دی اکسید جامد منگنز و
- خازن الکترولیتی آلومینیوم جامد پلیمری .

خازن الکترولیتی آلومینیومی با الکترولیت غیر جامد ارزان‌ترین نوع و همچنین کسانی که دارای طیف گسترده ای از اندازه، مقدار خازن و ولتاژ هستند. آن‌ها با مقدار خازنی از 0.1 ساخته شده‌است   μF تا 2،700،000   μF (2.7   F)،  و مقادیر ولتاژ از 4   V تا 630   V.  الکترولیت مایع اکسیژن را برای تشکیل مجدد یا خودسنجی لایه اکسید دی الکتریک فراهم می‌کند. با این وجود، از طریق فرایند خشک شدن وابسته به دما تبخیر می‌شود، که باعث می‌شود پارامترهای الکتریکی راندگی، و محدود کردن زمان خدمت به خازن. 
با توجه به مقادیر خازنی نسبتاً بالا، خازن‌های الکترولیتی آلومینیومی دارای امپدانس کمتری هستند حتی در فرکانس‌های پایین تر مانند فرکانس اصلی . آن‌ها به‌طور معمول در منابع تغذیه، منبع تغذیه سوئیچ شده و مبدل های DC-DC برای هموار کردن و بافر شدن ولتاژ DC اصلاح شده در بسیاری از دستگاه‌های الکترونیکی و نیز در منابع قدرت صنعتی و مبدل‌های فرکانس به عنوان خازن های اتصال DC برای درایو ها، مبدل‌های فتوولتائیک، و مبدل در نیروگاه های باد است . انواع خاصی برای ذخیره‌سازی انرژی استفاده می‌شود، به عنوان مثال در برنامه‌های عکس فلاش یا فلاش یا برای اتصال فرکانس در برنامه‌های صوتی. 
خازن‌های آلومینیومی الکترولیتی به دلیل اصل آنودایزینگ، خازن‌های قطبی هستند. آن‌ها فقط می‌توانند با ولتاژ DC اعمال شده با قطب راست کار کنند. خازن با قطب اشتباه یا با ولتاژ AC منجر به اتصال کوتاه می شود و می‌تواند مؤلفه را از بین ببرد. استثناء خازن الکترولیتی آلومینیومی دوقطبی است که دارای یک پیکربندی back-to-back از دو آند در یک مورد است و می‌تواند در برنامه‌های AC استفاده شود. 

## اطلاعات اولیه

### لایه اکسید

اصول پایه اکسیداسیون آنودیک، که با استفاده از ولتاژ با یک منبع جریان، یک لایه اکسید روی یک آند

خازن‌های الکترولیتی از ویژگی‌های شیمیایی برخی از فلزات خاص استفاده می‌کنند که قبلاً "فلز سوپاپ" نامیده می‌شود. اعمال ولتاژ مثبت به مواد آند در یک حمام الکترولیتی یک لایه اکسید عایق با ضخامت مربوط به ولتاژ اعمال می‌کند. این لایه اکسید به عنوان دی الکتریک در یک خازن الکترولیتی عمل می‌کند. خواص این لایه اکسید آلومینیوم در مقایسه با لایه دی الکتریک پنتوکسی تانتالیوم در جدول زیر آمده است: 
پس از تشکیل یک اکسید دی الکتریک بر روی ساختارهای آنود خشن، یک ضد الکترود باید با سطح اکسید عایق خشن همراه باشد. این توسط الکترولیت ارائه شده‌است، که به عنوان یک الکترود کاتد از یک خازن الکترولیتی عمل می‌کند. الکترولیتها ممکن است "غیر جامد" (مرطوب، مایع) یا "جامد" باشد. الکترولیت‌های غیر جامد، به عنوان یک محیط مایع که دارای هدایت یونی ناشی از حرکت یون‌ها هستند، نسبت به ستون‌های ولتاژ یا جریان‌های فعلی نسبتاً حساس هستند. الکترولیت جامد دارای یک هدایت الکتریکی است که باعث می‌شود خازن‌های الکترولیتی حساس به ستون‌های ولتاژ یا جریان‌های جاری حساس باشند. 

ماده دی الکتریک بین دو ورق هدایت (الکترود)، هر یک از منطقه A و با جدایی d قرار می گیرد.

هر خازن الکترولیتی در اصل به شکل یک "خازن با صفحات" که ظرفیت بیشتری بزرگتر منطقه الکترود A و است گذردهی ε و ضخامت کمتر است (د) از دی الکتریک. 
ظرفیت آن متناسب محصول سطح یک صفحه است که ضریب نفوذپذیری آن برابر با ضخامت دی الکتریک است. 
خازن‌های الکترولیتی مقدار بزرگ خازنی خود را با یک منطقه بزرگ و ضخامت دی الکتریک کوچک بدست می آورند. ضخامت دی الکتریک خازن الکترولیتی بسیار نازک است، در محدوده نانو متر در هر ولت، اما ولتاژهای ولتاژ این لایه‌های اکسید بسیار بالا است. تمام اندودهای پیچیده یا پیچیده شده نسبت به یک سطح صاف از یک منطقه نسبتاً سطح بالاتری دارند. این مقدار خازنی را با یک عامل تا 200 برای خازن الکترولیتی آلومینیوم افزایش می‌دهد.  

### ساخت خازن الکترولیتی آلومینیومی غیر جامد

Basic construction of aluminum electrolytic capacitors with non-solid electrolytes
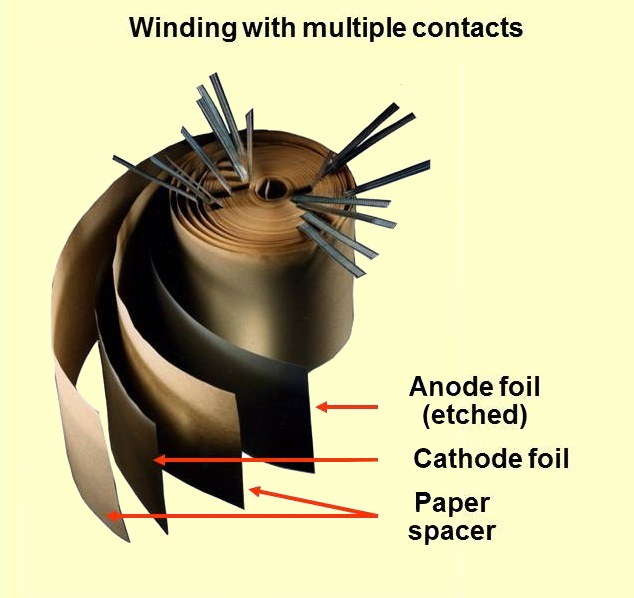
سیم پیچ خازن با چند فویل متصل شده باز شده‌است
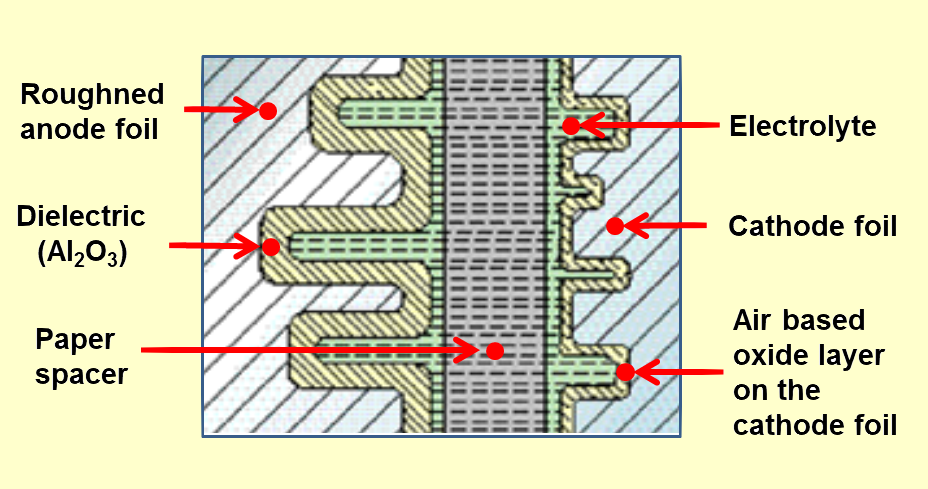
مقطع نزدیک به طراحی یک طراحی خازن الکترولیتی آلومینیومی، نمایش فویل آنود خازنی با لایه اکسید، کاغذ اسپارک خیس شده با الکترولیت و فویل کاتدی
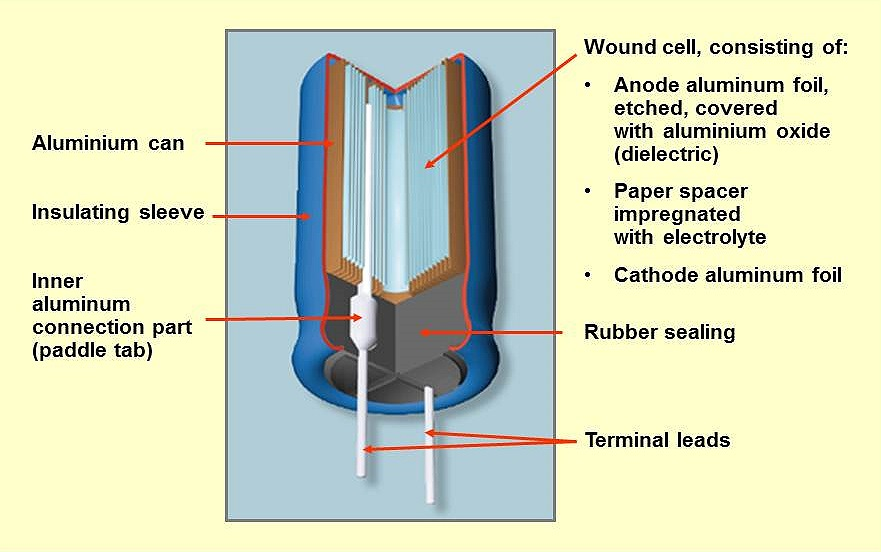
ساخت یک خازن الکترولیتی آلومینیومی معمولی تک پایان با الکترولیت غیر جامد

 یک خازن الکترولیتی آلومینیوم با الکترولیت غیر جامد همیشه شامل دو فویل آلومینیومی است که به وسیله اسپکترومتری متصل شده‌است، عمدتاً کاغذی است که با یک الکترولیت مایع یا ژل اشباع شده‌است. یکی از فویل آلومینیوم، آند، برای افزایش سطح و اکسید شدن (تشکیل شده)، زبر شده‌است. فویل آلومینیومی دوم، به نام "فویل کاتدی"، در خدمت ایجاد تماس الکتریکی با الکترولیت است. یک کاغذ اسپارک مکانیکی فویل‌ها را برای جلوگیری از تماس مستقیم فلزی جدا می‌کند. هر دو فویل و اسپلر زخم و سیم پیچ با الکترولیت مایع آغشته می‌شوند. الکترولیت، که به عنوان کاتد خازن عمل می‌کند، ساختار خشن لایه اکسید را به‌طور کامل بر روی آن پوشش می‌دهد و سطح آنود را افزایش می‌دهد. پس از اشباع سیم پیچ آغشته به یک مورد آلومینیومی نصب شده و مهر و موم شده‌است. 
با طراحی، یک خازن الکترولیتی آلومینیومی غیر جامد دارای یک فویل آلومینیومی دوم، به اصطلاح فویل کاتد برای تماس با الکترولیت است. این ساختار یک خازن الکترولیتی آلومینیومی منجر به نتیجه مشخصی می‌شود زیرا فویل آلومینیوم دوم (کاتد) نیز با یک لایه اکسید عایق که به‌طور طبیعی توسط هوا تشکیل می‌شود، پوشیده شده‌است. بنابراین، ساخت خازن الکترولیتیک شامل دو خازن تک خازنی سری با ظرفیت C A از آنز و خازن C K کاتد است. ظرفیت کل خازن C e-cap از فرمول اتصال سری دو خازن بدست می آید: 
که آن را زیر ظرفیت خازنی کل خازن C الکترونیکی کلاه است که عمدتاً توسط آند خازن C A تعیین زمانی که خازن کاتد C K بسیار بزرگ است در مقایسه با آند خازن C A. این نیاز داده شده‌است زمانی کاتد خازن C K است حدود 10 برابر بیشتر از آند خازن C A. این به راحتی می‌تواند به دست آید زیرا لایه اکسید طبیعی بر روی سطح کاتد دارای ولتاژ تقریبی 1.5 است   V و بنابراین بسیار نازک است. 
اگر چه مقاله حاضر تنها به خازن الکترولیتی آلومینیومی با الکترولیت غیر جامد اشاره دارد، اما در اینجا به بررسی تفاوت‌های مختلف انواع خازن‌های الکترولیتی آلومینیومی می پردازیم. خازن الکترولیتی آلومینیومی به دو نوع زیر تقسیم می‌شود که آیا از سیستم‌های الکترولیت مایع یا جامد استفاده می‌کنند. از آنجا که سیستم‌های الکترولیت مختلف را می‌توان با انواع مواد مختلف ساخت، آن‌ها شامل انواع زیر است. 
- خازن الکترولیتی آلومینیوم با الکترولیت غیر جامد 
  - ممکن است از یک الکترولیت مایع بر اساس اتیلن گلیکول و اسید بوریک، به اصطلاح الکترولیت بوراکس یا
  - بر اساس حلال‌های آلی مانند DMF، DMA، GBL، یا
  - بر اساس حلال‌های حاوی آب بالا، به اصطلاح "کم امپدانس"، "کم ESR" و یا "خازن های جریان بالا موج"
- خازن الکترولیتی آلومینیومی با الکترولیت جامد 
  - یک الکترولیت دی اکسید منگنز جامد داشته باشید، خازن آلومینیومی جامد (SAL) را ببینید یا
  - یک الکترولیت پلیمر جامد، خازن الکترولیتی پلیمر آلومینیوم را ببینید، یا
  - الکترولیت‌های هیبرید، با هر دو پلیمر جامد و مایع، همچنین خازن الکترولیتی آلومینیوم پلیمری را ببینید

Principle design differences of the different aluminum electrolytic capacitor sub-types
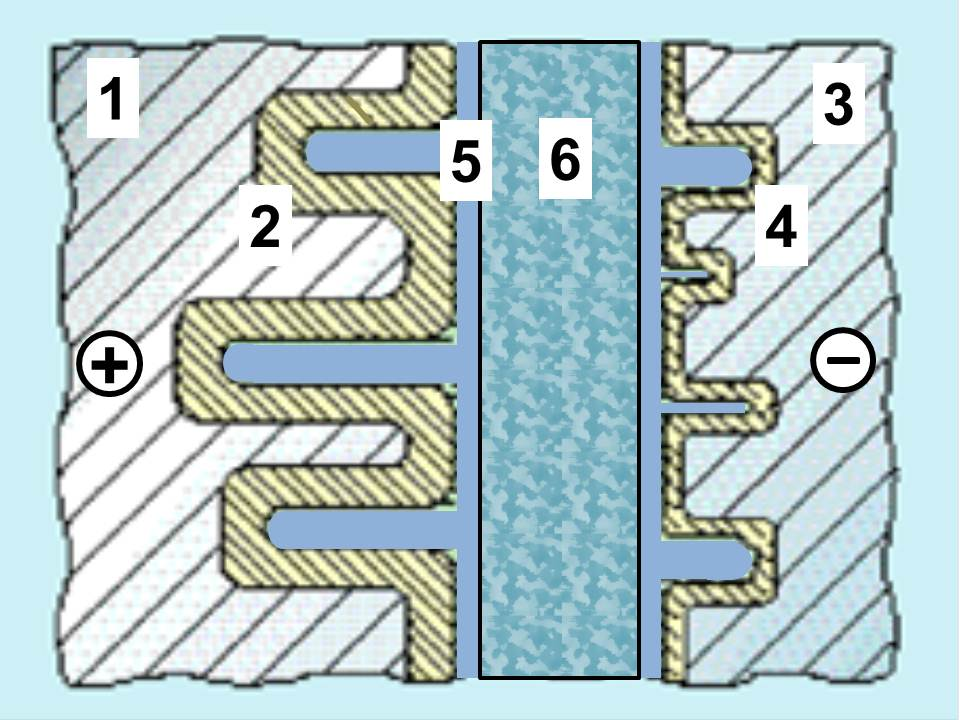
الكپی با الکترولیت غیر جامد
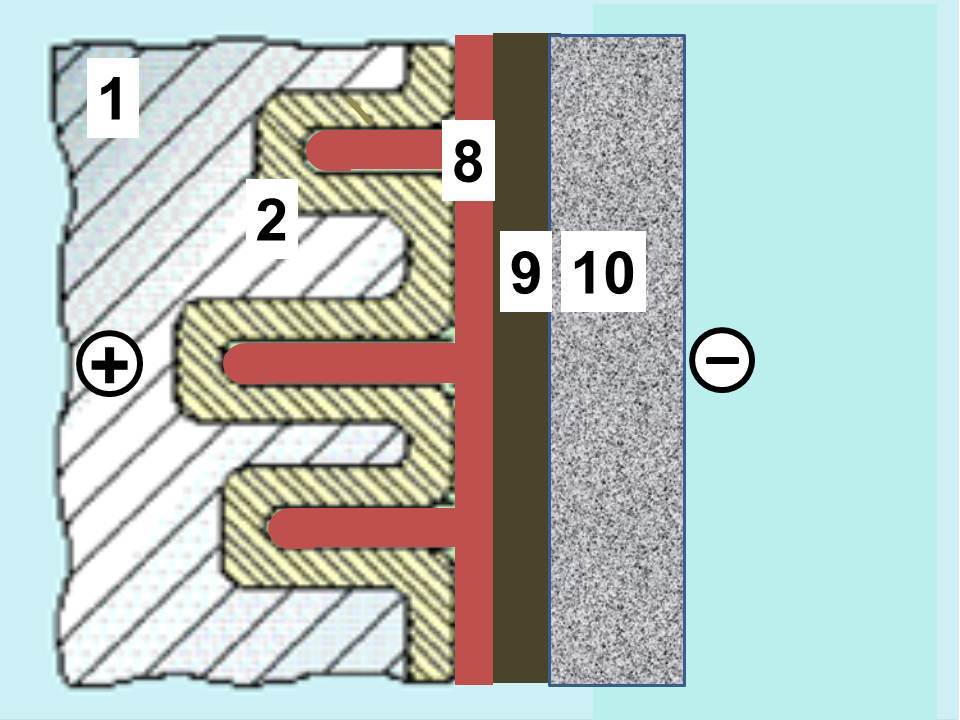
الکترو کلاه با الکترولیت جامد منگنز اکسید، اتصال کاتدی گرافیتی / نقره
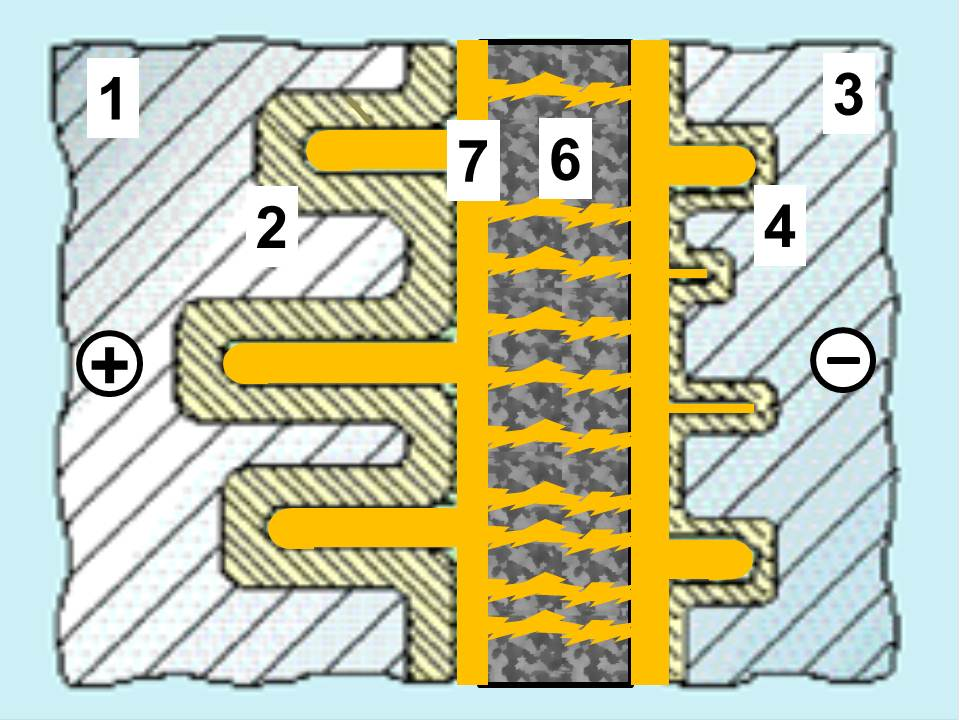
کلاه با الکترولیت پلیمر
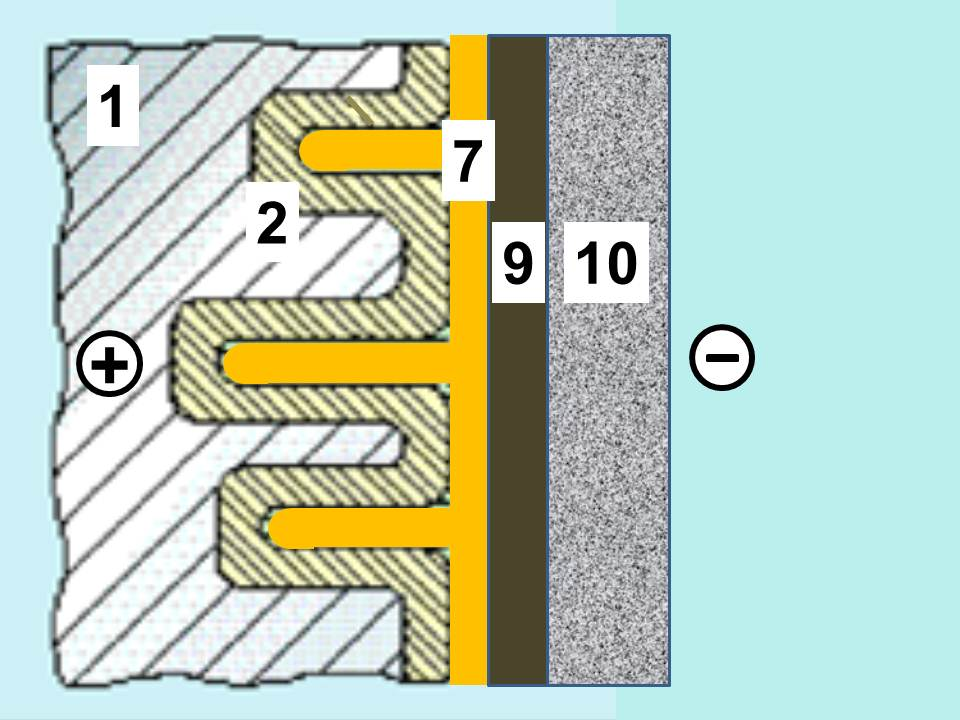
کلاه با الکترولیت پلیمری، اتصال گرافیتی / کاتدی نقره ای
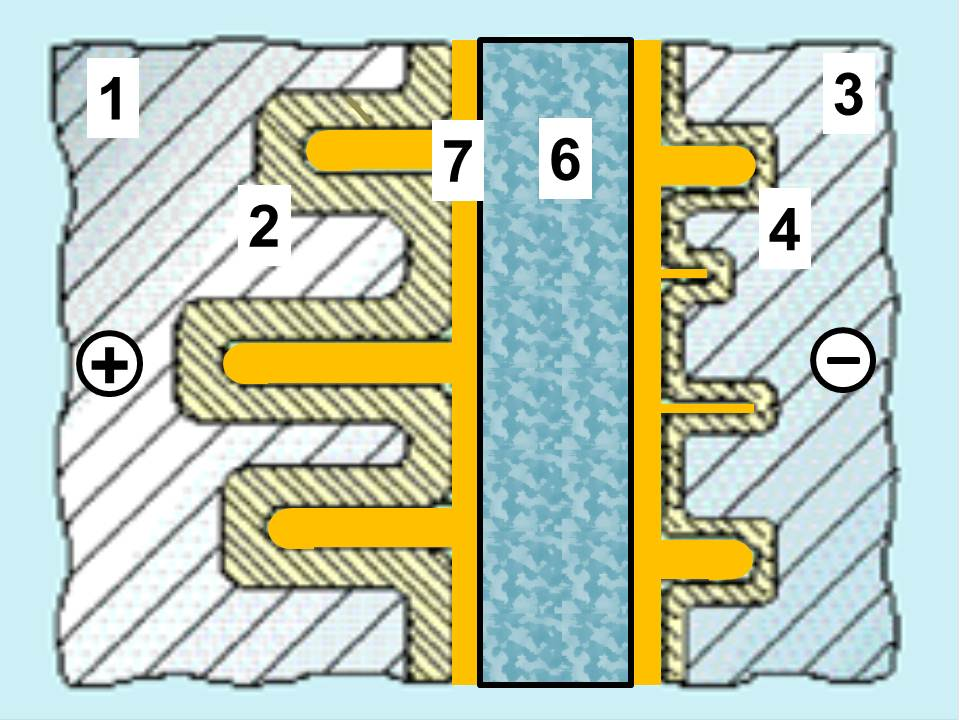
کلاه با الکترولیت پلیمر و غیر جامد (پلیمر ترکیبی)

 شرح مواد
- 1: فویل انود، 2: لایه اکسید آند (دی الکتریک)، 3: فویل کاتد، 4: لایه اکسید کاتد، 5: الکترولیت غیر جامد، 6: کاغذ اسپارک خیس با الکترولیت، یا غیر جامد یا پلیمر، 7: انجام پلیمر 8: اکسید منگن (MnO 2 )، 9: گرافیت، 10: نقره

جدول زیر نشان می‌دهد که کلیه ویژگی‌های اصلی انواع مختلف خازن‌های الکترولیتی آلومینیوم را نشان می‌دهد. 
| الکترولیت                               | محدوده ظرفیت {{سخ}} (μF) | دارای رتبه {{سخ}} ولتاژ {{سخ}} دامنه {{سخ}} (V) | معمول {{سخ}} ESR 1) {{سخ}} 100 kHz، 20 ° C {{سخ}} (mΩ) | معمول {{سخ}} جریان موج دار 1) {{سخ}} 100 kHz، 105 ° C {{سخ}} (میلی آمپر) | جریان نشت 1) {{سخ}} بعد از 2 دقیقه {{سخ}} در 10 ولت {{سخ}} (μA) |
| --------------------------------------- | ------------------------ | ----------------------------------------------- | ------------------------------------------------------ | ------------------------------------------------------------------------ | --------------------------------------------------------------- |
| غیر جامد {{سخ}} بوراکس یا ارگانیک       | 0.1-2.700.000            | 4-630                                           | 800                                                    | 130                                                                      | <10                                                             |
| غیر جامد {{سخ}} بر پایه آب {{سخ}}       | 1-18000                  | 4-100                                           | 360                                                    | 240                                                                      | 10                                                              |
| جامد {{سخ}} دی اکسید منگنز {{سخ}}       | 0.1-1.500                | 6.3-40                                          | 400                                                    | 620                                                                      | 12                                                              |
| جامد {{سخ}} انجام پلیمر {{سخ}}          | 2.2-2700                 | 2-125                                           | 25                                                     | 2،500                                                                    | 240                                                             |
| جامد و غیر جامد {{سخ}} الکترولیت هیبرید | 6.8-1000                 | 6.3-125                                         | 40                                                     | 1،500                                                                    | 100                                                             |

خازن‌های آلومینیومی الکترولیتی با الکترولیت غیر جامد، بهترین خازن‌های الکترولیتی شناخته شده و به‌طور گسترده ای هستند. این قطعات را می‌توان در تقریباً تمام هیئت مدیره تجهیزات الکترونیکی پیدا کرد. آن‌ها با مواد پایه بسیار ارزان و آسان برای پردازش مشخص می‌شوند. 
خازن‌های آلومینیومی با الکترولیت‌های مایع بر اساس بوراکس یا حلال‌های آلی دارای طیف وسیعی از انواع و رتبه بندی‌ها هستند. خازن‌ها با الکترولیت‌های آب اغلب در دستگاه‌های دیجیتال برای تولید انبوه یافت می‌شوند. انواع با الکترولیت دی اکسید منگنز جامد در گذشته به عنوان یک جایگزین تانتالوم استفاده شده‌است. خازن الکترولیتی آلومینیوم پلیمری با الکترولیت پلیمر رسانایی جامد به‌طور فزاینده ای مهم است، به خصوص در دستگاه‌هایی با طراحی صاف، مانند رایانه‌های لوحی و صفحه نمایش تخت. خازن‌های الکترولیتی با الکترولیت‌های هیبریدی در بازار نسبتاً جدید هستند. با استفاده از سیستم الکترولیت ترکیبی آنها، هدایت پلیمری بهبود یافته با استفاده از الکترولیت‌های مایع برای خواص بهتر خود شفا لایه اکسید ترکیب می‌شود، به طوری که خازن‌ها دارای مزایای هر دو ESR پایین و جریان نشت کم هستند. 

## مواد

### آند

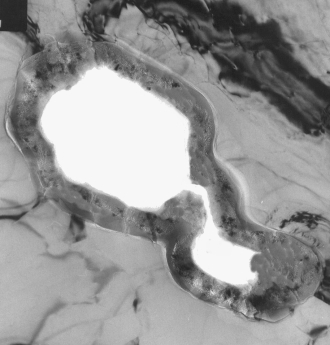
نازک مقطعی از منافذ اختراع در یک فویل انودای با ولتاژ پایین، 100،000 برابر بزرگنمایی، خاکستری روشن: آلومینیوم، خاکستری تیره: اکسید آلومینیوم آمورف، سفید: منافذ که در آن الکترولیت فعال است

مواد اولیه آند برای خازن الکترولیتی آلومینیومی فویل با ضخامت ~ 20-100 است   μm ساخته شده از آلومینیوم با خلوص بالا حداقل 99.99٪.   این در یک فرایند الکتروشیمیایی برای افزایش سطح الکتریکی مؤثر است.  با استفاده از اچینگ کردن سطح آند، بسته به ولتاژ مورد نیاز، سطح سطح را می‌توان با عامل تقریبی 200 نسبت به سطح صاف افزایش داد. 
پس از اتمام آندو آلومینیومی، سطح روانگردان، "اکسید شده آنودایز" یا "شکل گرفته" است. در نتیجه، یک لایه اکسید الکتریکی الکتریکی Al 2 O 3 بر روی سطح آلومینیوم با استفاده از یک جریان در قطب درست درست در داخل حمام الکترولیتی قرار می‌گیرد. این لایه اکسید دی الکتریک خازنی است. 
این فرایند تشکیل اکسید در دو مرحله واکنش انجام می‌شود که در نتیجه اکسیژن برای این واکنش باید از الکترولیت باشد.  اول، یک واکنش شدید شیمیایی، آلومینیوم فلزی (Al) را به هیدروکسید آلومینیوم، Al (OH) 3 : 
2 Al + 6 H 2 O → 2 Al (OH) 3 + 3 H 2 ↑
این واکنش توسط یک میدان الکتریکی بالا و درجه حرارت بالا تسریع شده‌است و با افزایش فشار در مخزن خازنی ناشی از گاز هیدروژن آزاد شده همراه است. هیدروکسید آلومینیوم Al (OH) 3 مانند آلومینا تری هیدرات (ATH)، از طریق مرحله دوم واکنش (معمولاً به آرامی به مدت چند ساعت در دمای اتاق، سریعتر در چند دقیقه در دماهای بالاتر) به آلومینیوم تبدیل می‌شود اکسید، Al 2 O 3 : 
2 Al (OH) 3 → 2 AlO (OH) + 2 H 2 O → Al 2 O 3 + 3 H 2 O
اکسید آلومینیوم به عنوان دی الکتریک عمل می‌کند و همچنین آلومینیوم فلز را در برابر واکنش‌های شیمیایی مضر از الکترولیت محافظت می‌کند. با این حال، لایه تبدیل اکسید آلومینیوم معمولاً همگن نیست. این یک ورقه ورقه ساختاری چند لایه است که از اکسید آلومینیوم بلورین آمورف، بلورین و متخلخل تشکیل شده‌است که عمدتاً با قسمت‌های باقی مانده کم از هیدروکسید آلومینیوم غیرقابل انباشته شده‌است. به همین علت، در تشکیل فویل آنود، فیلم اکسید توسط یک کار شیمیایی مخصوص تشکیل شده‌است، به طوری که اکسید آمورف یا اکسید کریستالی تشکیل می‌شود. انواع مختلف اکسید آمورف باعث افزایش پایداری مکانیکی و فیزیکی و نقص‌های کمتری می‌شود، بنابراین پایداری طولانی مدت و کاهش جریان نشت را افزایش می‌دهد. 

ضخامت دی الکتریک موثر متناسب با ولتاژ تشکیل شده است

اکسید آمورف نسبت دی الکتریک 1.4 برابر است   Nm / V در مقایسه با اکسید آلومینیوم بلورین که نسبت دی الکتریک ~ 1.0 است   nm / V، نوع آمورف دارای ظرفیت 40٪ کمتر در سطح آنند.  ضعف اکسید بلوری حساسیت بیشتری نسبت به استرس کششی است که ممکن است در طی فرایندهای پس از تشکیل، به میکروارگانیسم‌ها منجر شود که در معرض تنش‌های مکانیکی (سیم پیچ) یا حرارتی (لحیم کاری) قرار گیرند. 
خواص مختلف ساختارهای اکسیدی ویژگی‌های بعدی خازن‌های الکترولیتی را تحت تأثیر قرار می‌دهد. فویل آنودایز با اکسید آمورف عمدتاً برای خازن‌های الکترولیتی با ویژگی‌های پایدار طول عمر برای خازن‌های با مقادیر جریان نشت کم و برای کلاهک‌های الکترونیکی با ولتاژ نامی تا حدود 100 ولت استفاده می‌شود. خازن‌های دارای ولتاژ بالاتر، برای مثال خازن‌های عکس فلاش، معمولاً حاوی فویل‌های آند با اکسید کریستالی هستند. 
از آنجا که ضخامت دی الکتریک مؤثر متناسب با ولتاژ شکل است، ضخامت دی الکتریک می‌تواند به ولتاژ نامی خازن متناسب باشد. به عنوان مثال، برای انواع ولتاژ کم 10   خازن الکترولیتی V ضخامت دی الکتریک تنها حدود 0.014 دارد   μm، 100   خازن الکترولیتی V تنها حدود 0.14 است   μm بنابراین، قدرت دی الکتریک نیز بر اندازه خازن تأثیر می‌گذارد. با این حال، با توجه به حاشیه ایمنی استاندارد شده، ولتاژ واقعی تشکیل دهنده خازن‌های الکترولیتی بالاتر از ولتاژ نامی مؤلفه است. 
فویل آلومینیوم آند بر اساس اصطلاح "رول مادر" در حدود 500 ساخته شده‌است   میلی‌متر عرض آن‌ها برای ولتاژ مورد نظر و با ساختار لایه اکسید مورد نظر پیش ساخته می‌شوند. برای تولید خازن‌ها، عرض و طول آندها، به عنوان مورد نیاز برای یک خازن، باید از رول مادر قطع شود. 

### کاتد
فویل آلومینیومی دوم در خازن الکترولیتی، به نام "فویل کاتدی"، به منظور ایجاد تماس الکتریکی با الکترولیت عمل می‌کند. این فویل تا حدودی پایین تر از خلوص است، حدود 99.8٪. این همواره با یک لایه اکسید بسیار نازکی که از طریق تماس با سطح آلومینیوم با هوا به صورت طبیعی ایجاد می‌شود، تأمین می‌شود. فویل کاتد با فلزات مانند مس، سیلیکون یا تیتانیوم آلومینیوم به منظور کاهش مقاومت الکتریکی به الکترولیت و ایجاد اکسید در هنگام تخلیه مشکل است. فویل کاتد نیز برای افزایش سطح پوشش داده شده‌است. 
به علت لایه اکسید بسیار نازک که مربوط به ولتاژ ثابت حدود 1.5 است   V، ظرفیت خاص خود، با این حال، بسیار بالاتر از آن از فویل آند است.  برای توجیه نیاز به یک ظرفیت بزرگ سطح فویل کاتد، بخش پایداری شارژ / تخلیه را در زیر ببینید. 
فویل کاتد، به عنوان فویل آند، به صورت "رولهای مادر" تولید می‌شود که از آن برای تولید خازن به صورت پهن و طولی قطع می‌شود. 

### الکترولیت
خازن الکترولیتی نام خود را از الکترولیت، مایع هدایت شده درون خازن نام برد. به عنوان یک مایع، می‌توان آن را با ساختار متخلخل آند و لایه اکسید رشد شده با همان شکل و شکل به عنوان یک کاتد "خیاط ساخته شده" سازگار کرد. الکترولیت همیشه شامل مخلوطی از حلالها و مواد افزودنی است تا نیازهای مورد نیاز را برآورده سازد. خواص الکتریکی اصلی الکترولیت هدایت آن است، که از نظر جسمی، هدایت یون در مایعات است. علاوه بر هدایت خوبی از الکترولیت‌های عملیاتی، دیگر نیازمندی‌های دیگر عبارتند از: پایداری شیمیایی، نقطه اشتعال بالا، سازگاری شیمیایی با آلومینیوم، ویسکوزیته کم، اثرات زیست‌محیطی کم و هزینه‌های کم. الکترولیت باید برای فرایندهای تشکیل و فرایند خودسوزی نیز اکسیژن را فراهم کند، و این همه در محدوده دما تا آنجا که ممکن است. این تنوع الزامات برای الکترولیت مایع منجر به طیف گسترده ای از راه حل‌های اختصاصی می‌شود.  
سیستم‌های الکترولیتی که امروزه مورد استفاده قرار می‌گیرند می‌توانند تقریباً به سه گروه اصلی تقسیم شوند: 
- الکترولیت‌ها بر اساس اتیلن گلیکول و اسید بوریک. در این گلیکول به اصطلاح الکترولیت بوراکس واکنش آب شیمیایی ناخواسته شیمیایی بر اساس طرح انجام می‌شود: "اسید + الکل" به "استر + آب" می‌دهد. این الکترولیت‌ها بوراکس الکترولیت‌های استاندارد هستند، طولانی در استفاده، و با محتوای آب بین 5 و 20٪. آن‌ها در دمای حداکثر 85 درجه کار می‌کنند   ° C یا 105   ° C در کل ولتاژ دامنه تا 600   V. حتی با این خازن‌ها باید از طریق اقدامات مناسب جلوگیری از پرخاشگری آب. [۱۶]
- الکترولیت تقریباً بدون آب بر اساس حلال‌های آلی مانند دی متیل فرمالید (DMF)، دی متیل آمید (DMA) یا γ-بوتیرولاکتون (GBL) است. این خازن‌ها با الکترولیت حلال آلی مناسب برای محدوده دما از 105 است   ° C، 125   ° C یا 150   ° C، دارای مقادیر فعلی نشت نشتی هستند و رفتار خازنی بلند مدت بسیار خوب دارند.
- الکترولیت‌های آب با محتوای آب بالا، تا 70٪ آب برای خازن‌های الکترولیتی به اصطلاح "کم امپدانس"، "کم ESR" و یا "موج شکن جریان بالا" با ولتاژ نامی تا 100 ولت [۱۷] برای کم هزینه‌های بازار جرم پرخاشگری آب برای آلومینیوم باید با افزودنی‌های مناسب جلوگیری شود. [۱۸]

از آنجا که مقدار الکترولیت مایع در طول زمان کار خازن‌ها با گذشت زمان بهبود می یابد و با انتشار از طریق مهر و موم، پارامترهای الکتریکی خازن‌ها ممکن است به شدت تحت تأثیر قرار گیرد، محدود کردن عمر مفید یا عمر خازن‌های الکترولیتی "مرطوب"، بخش مربوط به عمر زیر را ببینید. 

### جداساز
فیدهای آند و کاتد باید از تماس مستقیم با یکدیگر محافظت شوند، زیرا این تماس، حتی در ولتاژ نسبتاً کم، ممکن است منجر به اتصال کوتاه شود. در صورت تماس مستقیم هر دو فویل، لایه اکسید روی سطح آند بدون حفاظت می‌کند. یک اسپیلر یا جداکننده ساخته شده از یک مقاله بسیار جذب‌کننده با خلوص بالا، دو فویل فلزی را از تماس مستقیم محافظت می‌کند. این کاغذ خازنی همچنین به عنوان مخزنی برای الکترولیت برای افزایش طول عمر خازن استفاده می‌شود. 
ضخامت اسپیرر به ولتاژ نامی خازن الکترولیتی بستگی دارد. این تا 100 است   V بین 30 و 75   μm  برای ولتاژ بالاتر، چندین لایه کاغذ (دوبلکس کاغذ) برای افزایش قدرت شکست استفاده می‌شود. 

### کپسوله سازی

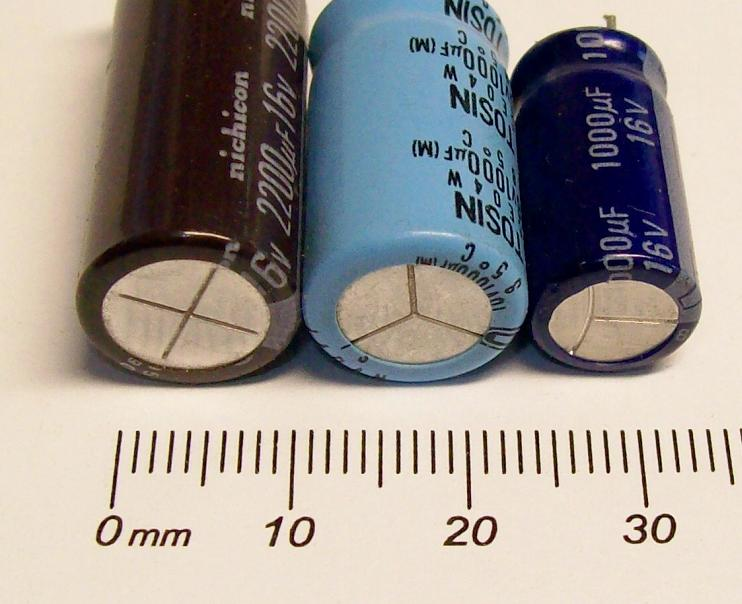
نمایش از سه نقطه شکستن پیش تعیین شده (افت فشار) در پایین موارد موارد خازن الکترولیز شعاعی

انحصار خازن‌های الکترولیتی آلومینیومی نیز از آلومینیوم ساخته شده‌است تا از واکنش‌های گالوانیک جلوگیری شود، به‌طور معمول با یک مورد آلومینیومی (can، tub). برای خازن‌های الکترولیتیال شعاعی در الکترولیت با مقاومت غیر تعریف شده به کاتد (زمین) متصل می‌شود. با این حال برای خازن‌های الکترولیتی محوری، مسکن به‌طور خاص با تماس مستقیم با کاتد طراحی شده‌است. 
در صورت سوء عملکرد، ولتاژ بیش از حد یا اشتباه در داخل محفظه خازن الکترولیتی، فشار گاز قابل توجهی می‌تواند به وجود آید. واحدهای طراحی شده برای بازکردن دریچه تخلیه فشار و انتشار گاز فشار بالا، از جمله قطعات الکترولیت. این نفوذ در مقابل انفجار، انفجار و یا پرواز از وان فلزی محافظت می‌کند. 
برای محوطه‌های کوچکتر، دریچه تخلیه فشار در پایین یا بطری وارونه حک شده‌است. خازن‌های بزرگتر مانند خازن‌های خازن پیچ دارای یک دریچه فشار بیش از حد قابل قفل هستند و باید در موقعیت صحیح نصب شوند. 

### آب بندی
مواد مهر و موم شده از خازن الکترولیتی آلومینیومی به سبک‌های مختلف بستگی دارد. برای خازن‌های پیچ ترمینال و ضربه محکم و ناگهانی، واشر آب بندی از مواد پلاستیکی ساخته شده‌است. خازن الکترولیتی محوری معمولاً یک واشر آب بندی ساخته شده از رزین فنولی با یک لایه لاستیک است. خازن‌های الکترولیتی شعاعی از پلاستیک لاستیکی با ساختار بسیار متراکم استفاده می‌کنند. تمام مواد مهر و موم شده باید به قطعات شیمیایی الکترولیت بی اثر باشد و ممکن است حاوی ترکیبات محلول نباشد که می‌تواند منجر به آلودگی الکترولیت شود. برای جلوگیری از نشت، الکترولیت باید به مواد مهر و موم نداشته باشد. 

## تولید

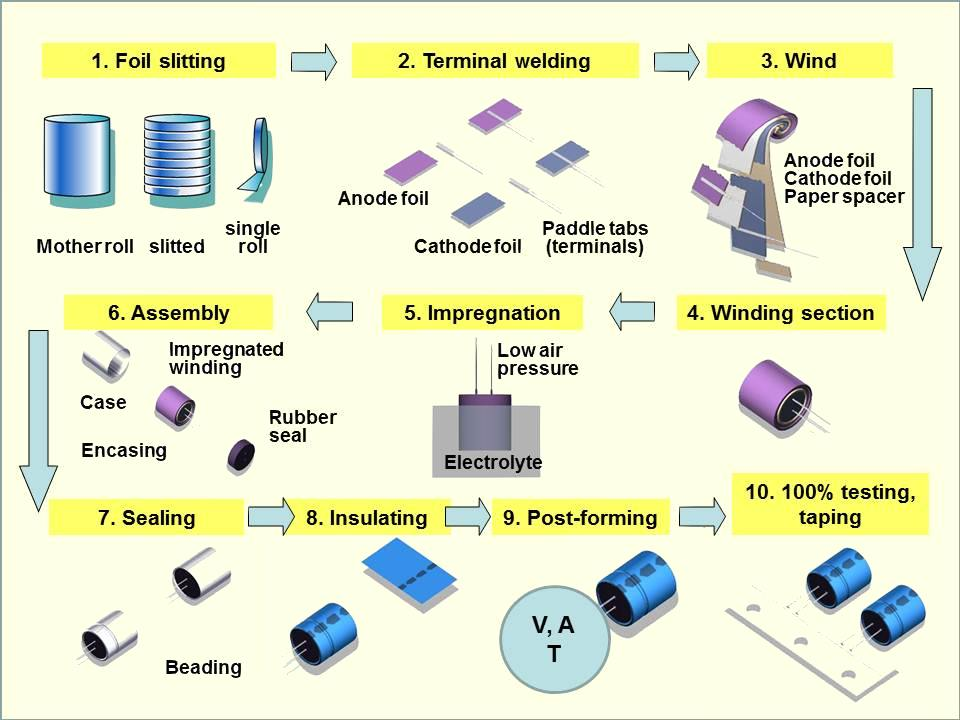
نمودار جریان فرایند برای تولید خازن الکترولیتی آلومینیومی شعاعی با الکترولیت غیر جامد

فرایند تولید با رول مادر شروع می‌شود. اولاً، فویل انود زبر شده، خرد شده و پیش ساخته شده روی رول مادر و همچنین کاغذ اسپارک و فویل کاتد به عرض مورد نیاز برش داده می‌شود.   این فویل‌ها به یک وندر اتوماتیک تغذیه می‌شوند که بخش زخمی را در یک عملیات متوالی شامل سه مرحله ترتیب می‌دهد: جوشکاری ترمینال، سیم پیچ و برش طول. در مرحله تولید بعدی بخش زخم در پایانه‌های خروجی ثابت با الکترولیت تحت اشباع خلاء خیس می‌شود. سیم پیچ آغشته شده سپس به یک مورد آلومینیومی ساخته شده و با یک دیسک لاستیکی مهر و موم شده و به صورت مکانیکی با پیچش زدن مهر و موم شده‌است. پس از آن، خازن با یک فیلم آستین کوتاه عایق ارائه شده‌است. این خازن اپتیکی آماده با ولتاژ نامی در یک دستگاه پس از شکل‌گیری دمای بالا برای درمان تمام نقص‌های دی الکتریک حاصل از روش برش و سیم پیچ تماس گرفته می‌شود. پس از شکل گیری، اندازه‌گیری نهایی 100٪ ظرفیت خازن، جریان نشت و امپدانس انجام می‌شود. Taping فرایند تولید را بسته می‌کند؛ خازن‌ها برای تحویل آماده هستند. 

## سبک ها
خازن الکترولیتی آلومینیومی با الکترولیت غیر جامد در سبک‌های مختلف موجود است، تصاویر بالا از چپ به راست: 
- SMD‌ها (V-chip) برای نصب سطوح بر روی صفحات مدار چاپی یا بستر
- پایانه‌های سرال شعاعی (تک پایان) برای نصب عمودی بر روی صفحات چاپی
- پایانه‌های محوری محوری برای نصب افقی THT بر روی صفحات مدار چاپی
- پایانه‌های پین رادیال (ضربه محکم و ناگهانی) برای برنامه‌های کاربردی قدرت
- پایانه‌های پیچ بزرگ برای برنامه‌های کاربردی قدرت

## تاریخ

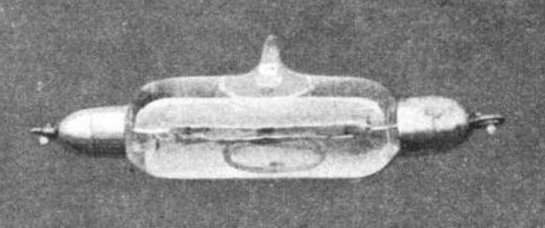
اولین خازن الکترولیتی از سال 1914 منتشر شد. ظرفیت آن حدود 2 میکروارگانیسم بود.

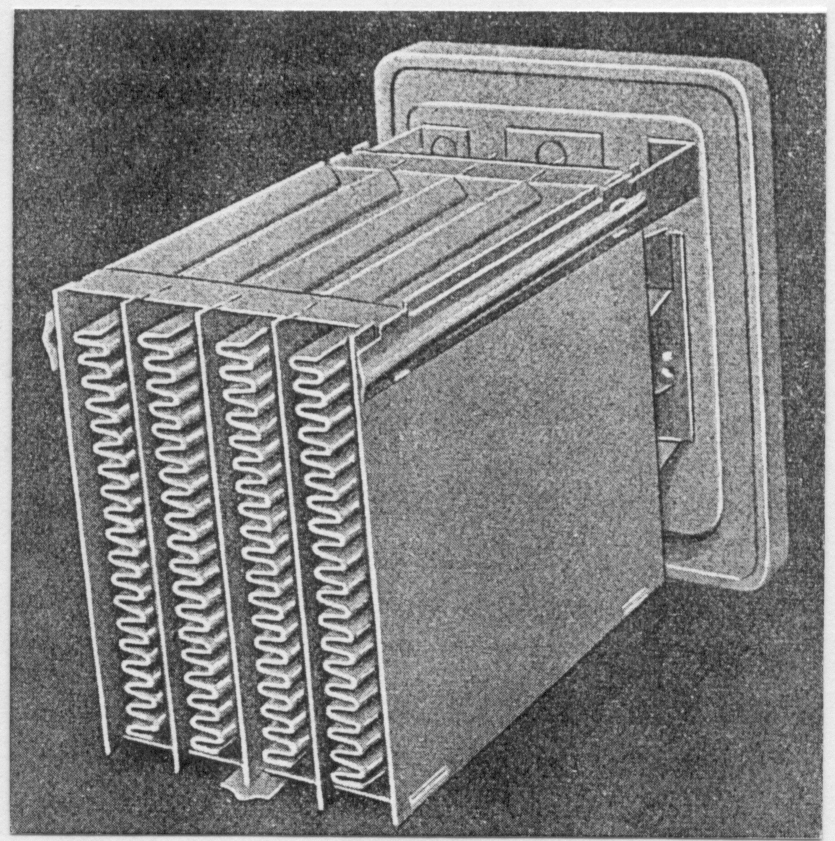
نمایش از آند از یک خازن الکترولیتی آلومینیومی "مرطوب"، Bell System Technique 1929

در سال 1875، یوجین Ducretet پژوهشگر فرانسوی کشف کرد که برخی از فلزات سوپاپ (آلومینیوم و دیگران) می‌توانند یک لایه اکسیدی ایجاد کنند که جریان الکتریکی را از جریان در یک جهت مسدود می‌کند، اما اجازه می‌دهد تا در جهت معکوس جریان یابد. 
کارول پولاک، تولیدکننده باتری‌ها، متوجه شد که لایه اکسید روی یک آنومالی آلومینیومی با یک الکترود خنثی یا قلیایی باقی می‌ماند، حتی زمانی که برق خاموش شد. در سال 1896 او با استفاده از لایه اکسید در یک خازن قطبی در ترکیب با یک الکترولیت خنثی یا کمی قلیایی، یک حق اختراع برای یک خازن الکتریکی مایع با الکترود های آلومینیومی (de: Elektrischer Flüssigkeitskondensator mit Aluminiumelektroden ) به دست آورد. 
اولین خازن الکترولیتی که به صورت صنعتی به کار گرفته شد، شامل یک جعبه فلزی بود که به عنوان کاتد مورد استفاده قرار گرفت و با یک الکترولیت بوراکس حل شده در آب، که در آن یک ورقه آلومینیوم آنودایز تاشو قرار داده شد. با اعمال ولتاژ DC از خارج، یک لایه اکسید روی سطح آند تشکیل شده‌است. مزیت این خازن‌ها این بود که در این زمان با توجه به مقدار خازنی متوجه شدیم که آن‌ها به‌طور قابل توجهی کوچکتر و ارزان تر از همه خازن‌های دیگر هستند. این ساخت و ساز با سبک‌های مختلف ساخت آن، اما با مورد به عنوان کاتد و ظرف به عنوان الکترولیت تا دهه 1930 مورد استفاده قرار گرفت و به عنوان خازن الکترولیتی "مرطوب" نامیده می‌شود، با توجه به محتوای آب بالا است. 

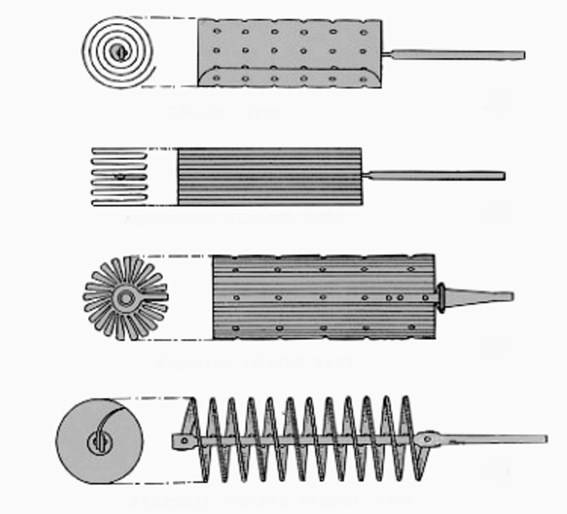
برخی از اشکال مختلف سازه های تاریخی آنود. برای تمام این آند ها، ظرف فلزی بیرونی به عنوان کاتد عمل می کند

اولین استفاده معمول از خازن الکترولیتی مرطوب مرطوب بود در مبادلات تلفن بزرگ، برای کاهش هش رله (سر و صدا) در منبع تغذیه DC 48 ولت. توسعه گیرنده‌های رادیویی خانگی در اواخر دهه 1920 تقاضا برای خازن‌های بزرگ (برای زمان) و خازن‌های با ولتاژ بالا برای تکنیک تقویت کننده دریچه، معمولاً حداقل 4 میکروفاراد و تقریباً 500 ولت DC را ایجاد کردند. خازن‌های کاغذی و خازن‌های فیلم ابریشمی روغن در دسترس بودند، اما دستگاه‌هایی با این سفارش میزان خازن و ولتاژ، بزرگ و گران قیمت بودند. 

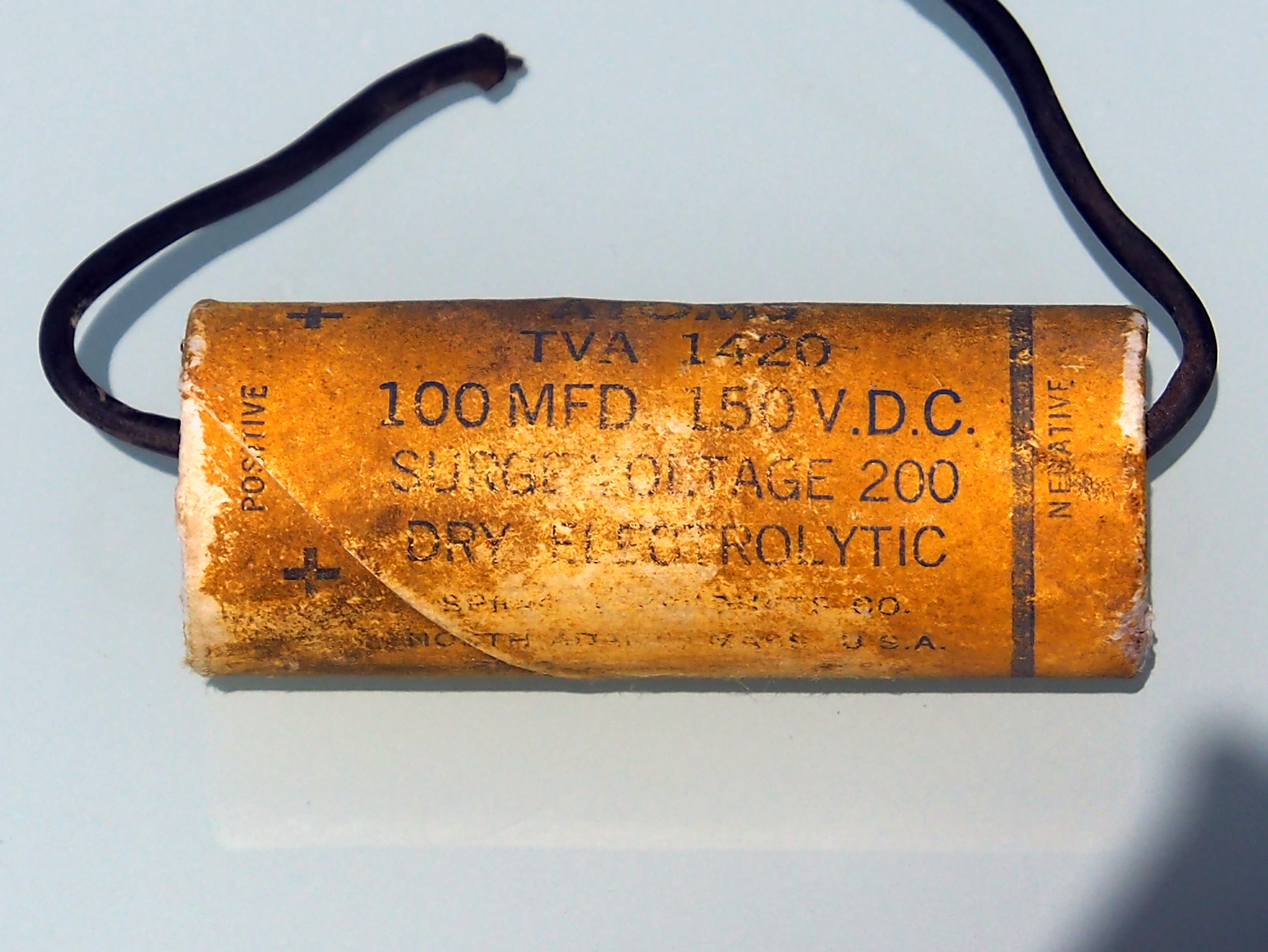
یک خازن الکترولیتی "خشک" با 100 μF و 150 V

اجداد خازن الکترولیتی مدرن توسط ساموئل روبن در سال 1925 اختراع شد،   که با فیلیپ مالوری، بنیان‌گذار شرکت باتری که در حال حاضر به عنوان Duracell International شناخته می‌شود، همکاری می‌کند. ایده روبن ساختار انباشته یک خازن میکا نقره را تصویب کرد. او یک فویل دوم جداگانه را برای تماس با الکترولیتی مجاور فویل آنود به جای استفاده از ظرف حاوی الکترولیت به عنوان کاتد خازن معرفی کرد. فویل دوم انباشته ترمینال خود را به ترمینال اضافی اضافه کرد و ظرف دیگر کارکرد الکتریکی نداشت. این نوع خازن الکترولیتی با یک فویل آند از یک فویل کاتدی با یک الکترولیت مایع یا ژل از طبیعت غیر آبی جدا شده‌است که به این معنی است که محتوای آب بسیار کم خشک است، به عنوان خشک "نوع خازن الکترولیتی.  این اختراع همراه با اختراع فویل زخم جدا شده با کاغذ اسپردر 1927 توسط ایکل ایکل، Hydra-Werke (آلمان)  ، اندازه و قیمت را به میزان قابل توجهی کاهش داد، که باعث شد که رادیوهای جدید برای یک گروه وسیع تر مقرون به صرفه باشند از مشتریان. 
ویلیام دوبلیر که اولین ثبت اختراع برای خازن های الکترولیتی در سال 1928 به ثبت رسید،  ایده های جدید برای خازن های الکترولیتی را تولید کرد و در سال 1931 در کارخانه کورنل دوبلیر (Plainfield، New Jersey) کارخانه بزرگ تولید کرد.  در همان زمان در برلین، آلمان، "Hydra-Werke"، یک شرکت AEG، تولید خازن‌های الکترولیتی را در مقادیر زیادی آغاز کرد. 
پلکک در حال حاضر در درخواست ثبت اختراع خود در سال 1886 نوشت که ظرفیت خازن افزایش می یابد، اگر سطح فویل آنود خیس شد. از آن زمان به بعد روش‌های مکانیکی مانند انفجار شن و ماسه یا خراشیدگی و اچینگ شیمیایی با اسید و نمک‌های اسیدی ناشی از جریانات بالا، از روش‌های مختلفی استفاده شده‌است.  برخی از این روش‌ها در کارخانه سی دی بین سال‌های 1931 تا 1938 توسعه یافتند. امروزه (2014) اچینگ الکتریکی شیمیایی فویل‌های ولتاژ پایین می‌تواند تا 200 برابر سطح سطح در مقایسه با یک سطح صاف به دست آید.   پیشرفت مربوط به فرایند اچینگ، دلیل کاهش مداوم ابعاد خازن‌های الکترولیتی آلومینیومی در دهه‌های گذشته است. 

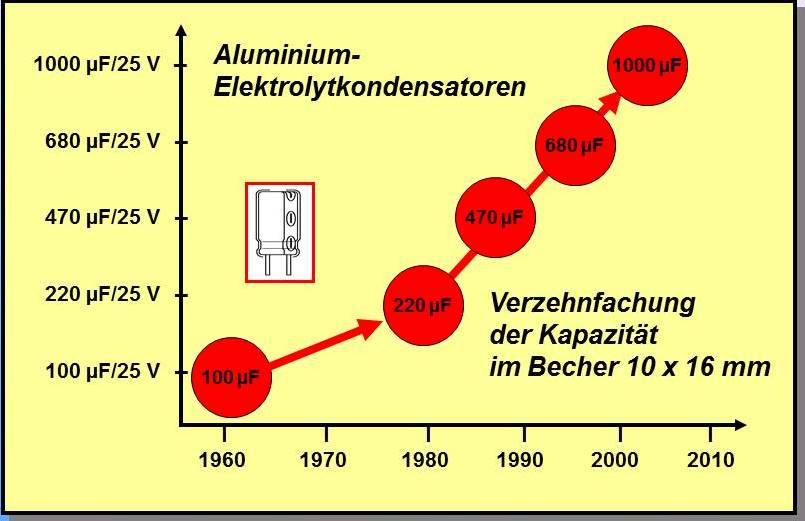
کوچک کردن خازن الکترولیتی آلومینیومی از سال 1960 تا 2005 در مورد 10x16mm تا عامل ten

دوره پس از جنگ جهانی دوم با پیشرفت سریع در فناوری رادیو و تلویزیون و همچنین در کاربردهای صنعتی همراه است که تأثیر زیادی بر مقدار تولید و همچنین سبک، اندازه و تعدیل سریال خازن‌های الکترولیتی دارد. الکترولیت‌های جدید بر اساس مایعات آلی باعث کاهش جریان نشت و ESR، دامنه‌های وسیع تر دما و افزایش طول عمر می‌شود. پدیده‌های خوردگی ناشی از کلر و آب را می‌توان با فرایندهای تولید خلوص بالاتر و با استفاده از افزودنی‌ها در الکترولیت‌ها اجتناب کرد. 
توسعه تانتالم خازن های الکترولیتی در اوایل 1950s   با دی اکسید منگنز الکترولیتی جامد، که دارای هدایت 10 برابر بهتر از همه انواع دیگر از الکترولیت غیر جامد، همچنین تحت تأثیر توسعه خازن‌های الکترولیتی آلومینیومی. در سال 1964 اولین خازن آلومینیومی الکترولیتی با الکترولیت جامد (خازن آلومینیومی جامد (SAL) ) در بازار عرضه شد که توسط Philips توسعه یافت. 
دهه‌های 1970 تا 1990 با توسعه سری‌های جدید خازن الکترولیتی حرفه‌ای آلومینیوم حرفه‌ای با ف.   e جریان نشت بسیار کم یا با ویژگی‌های عمر طولانی و یا برای دماهای بالاتر تا 125   ° C، که به‌طور خاص برای کاربردهای خاص صنعتی مناسب بود.  تنوع زیادی از سری‌های بسیاری از خازن‌های الکترولیتی آلومینیومی با الکترولیت‌های غیر جامد تاکنون (2014) نشان دهنده سازگاری خازن‌ها با نیازهای مختلف صنعتی است. 

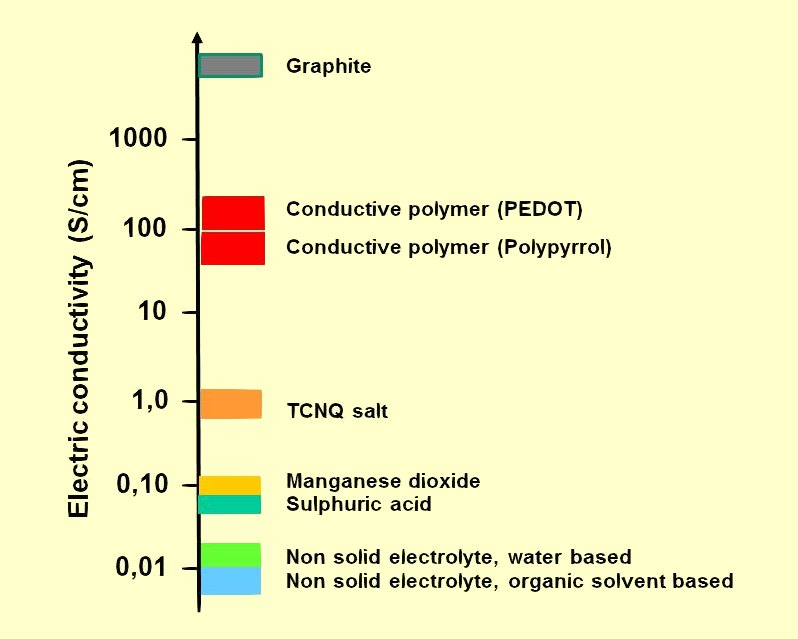
هدایت الکتریکی غیر جامد و جامد

در سال 1983، سانیتو با استفاده از خازن الکترولیتی آلومینیومی " OS-CON "، کاهش بیشتر ESR را به دست آورد. این خازن‌ها به عنوان یک هادی آلی جامد TTF-TCNQ ( tetracyanoquinodimethane ) استفاده می‌شود که موجب بهبودی در تخلیه الکتریکی دیاکسید منگنز می‌شود. 
مقادیر ESR خازن‌های TCNQ به وضوح توسط کشف پلیمرهای هدایت شده توسط آلن جی هیگر، آلن مک دیارمید و هیدکی شیراکاوا کاهش یافت .  رسانایی پلیمرهای رسانایی مانند پلیپیرل  یا PEDOT  بهتر از TCNQ با یک فاکتور 100 تا 500 است و نزدیک به رسانایی فلزات است. در سال 1991، پاناسونیک SP-Cap  یک خازن الکترولیتی پلیمر آلومینیومی را در بازار گذاشت. این خازن‌های الکترولیتی با الکترولیت پلیمری به مقدار ESR به اندازه کافی کمتری برای رقابت با خازن‌های چند لایه سرامیکی (MLCCs) دست یافتند. آن‌ها هنوز هم ارزان تر از خازن تانتالیوم بودند و مدت کوتاهی در دستگاه‌هایی با طراحی صاف، مانند لپ تاپ ها و تلفن های همراه استفاده می شد . 
الکترولیت‌های جدید آب در ژاپن از اواسط دهه 1980 با هدف کاهش ESR برای خازن‌های الکترولیز غیر جامد ارزان قیمت طراحی شده‌است. آب ارزان است، یک حلال مؤثر برای الکترولیت‌ها، و به‌طور قابل توجهی هدایت الکتریکی را بهبود می‌بخشد. 
تولیدکننده ژاپنی Rubycon یکی از رهبران در توسعه سیستم‌های الکترولیت مبتنی بر آب با هدایت افزایش یافته در اواخر دهه 1990 بود.  سری جدید خازن‌های غیر جامد با الکترولیت بر اساس آب در ورقه‌های داده شده "Low-ESR"، "Low Impedance"، "Ultra-Low Impedance" یا "Current-High-Ripple Current" نامگذاری شده‌است. 
یک دستورالعمل به سرقت رفته از یک الکترولیت مبتنی بر آب، که در آن مواد ثبات دهنده مهم   وجود نداشت،  در سال‌های 2000 تا 2005 منجر به مشکل خازن‌های توده ای در رایانه‌ها و منابع تغذیه شد تحت نام " طوفان خازن " شناخته شده‌است. در این خازن‌ها آب به شدت با شدت و حتی خشونت آمیز با آلومینیوم واکنش نشان می‌دهد، همراه با رشد گرما و گاز در خازن، و اغلب منجر به انفجار خازن می‌شود. 

## پارامترهای الکتریکی

مدل سری مدار معادل یک خازن الکترولیتی

ویژگی‌های الکتریکی خازن‌ها توسط مشخصات عمومی بین‌المللی IEC 60384-1 هماهنگ شده‌است. در این استاندارد، ویژگی‌های الکتریکی خازن‌ها توسط یک مدار معادل سری سری ایده‌آل با اجزای الکتریکی که همه آسیب‌های اهمی، پارامترهای خازنی و القایی یک خازن الکترولیتی را مدل می‌کند، توصیف می‌شود: 
- C، ظرفیت خازن،
- R ESR، مقاومت سری معادل، که خلاصه همه زیان‌های آخری خازن، معمولاً به اختصار ESR نامیده می‌شود.
- L ESL، Inductance سری معادل آن، که خودآرایی مؤثر خازن است، معمولاً به عنوان "ESL" نامیده می‌شود.
- R نشت، مقاومت است که نشان دهنده جریان نشت است

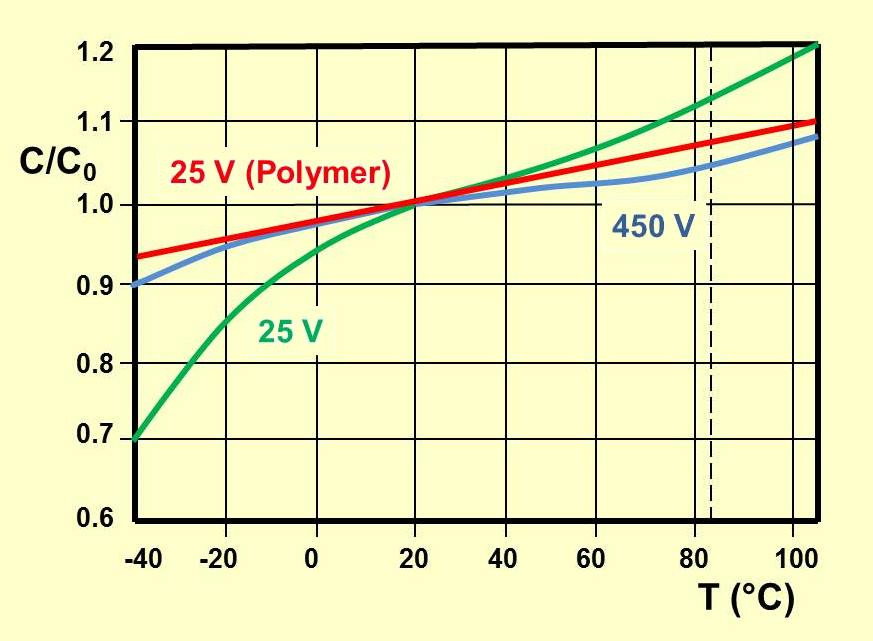
خازنی معمولی به عنوان یک تابع از درجه حرارت

واحد پایه خازن الکترولیتی خازنی microfarad (μF یا کمتر به درستی uF) است. 
مقدار خازنی که در ورق‌های تولید کنندگان مشخص شده‌است، ظرفیت امتیاز C R یا ظرفیت نامی C N نامیده می‌شود و مقداری است که خازن طراحی شده‌است. اندازه‌گیری استاندارد برای خازن الکترولیتی یک اندازه‌گیری AC با 0.5 است   V در فرکانس 100/120   هرتز و درجه حرارت 20   ° C 
مقدار خازنی یک خازن الکترولیتی به فرکانس و دما بستگی دارد. مقدار در یک فرکانس اندازه‌گیری 1   kHz حدود 10٪ کمتر از 100/120 است   مقدار هرتز بنابراین، مقدار خازنی خازن‌های الکترولیتی به‌طور مستقیم قابل مقایسه نیست و با خازن‌های فیلم یا خازن‌های سرامیکی متفاوت است، ظرفیت آن در 1   kHz یا بالاتر. 
اندازه‌گیری با روش اندازه‌گیری AC با 100/120   هرتز مقدار خازنی اندازه‌گیری نزدیکترین مقدار به بار الکتریکی ذخیره شده در خازن است. شارژ ذخیره شده با روش تخلیه ویژه اندازه‌گیری می‌شود و ظرفیت خازنی DC نامیده می‌شود. ظرفیت DC حدود 10٪ بالاتر از 100/120 است   ظرفیت خازنی هرتز. ظرفیت DC مورد استفاده برای برنامه‌های تخلیه مانند عکس فلاش است . 
درصد انحراف مجاز از ظرفیت اندازه‌گیری شده از مقدار امتیاز، تحمل خازنی نامیده می‌شود. خازن‌های الکترولیتی در مجموعه‌های مختلف تحمل در دسترس هستند که مقادیر آن‌ها در سری E مشخص شده در استاندارد IEC 60063 مشخص شده‌است. برای علامت اختصاری در فضاهای تنگ، یک کد نامه برای هر تحمل در IEC 60062 مشخص شده‌است. 
- ظرفیت امتیاز، سری E3، تحمل ± 20٪، کد نامه "M"
- ظرفیت امتیاز، سری E6، تحمل ± 20٪، کد نامه "M"
- ظرفیت امتیاز، سری E12، تحمل ± 10٪، کد نامه "K"

## کاربردها و بازار

### کاربردها
کاربردهای معمولی خازن الکترولیتی آلومینیومی با الکترولیت غیر جامد عبارتند از: 
- خازن‌های جداسازی ورودی و خروجی برای صاف کردن و فیلتر کردن در منبع تغذیه AC [۳۵] و منبع تغذیه سوئیچ شده، و همچنین در مبدل های DC / DC
- خازن‌های DC-Link در مبدل های AC / AC برای درایو متغیر فرکانس و مبدل‌های فرکانس و همچنین در منابع برق اضطراری
- خازن اصلاح برای اصلاح ضریب توان
- ذخیره انرژی برای کیسه های هوا، دستگاه‌های عکس فلاش، [۱۲] detonators مدنی
- خازن موتور برای موتورهای AC شروع می‌شود
- خازن دو قطبی برای اتصال سیگنال صوتی
- خازن فلش برای چشمک زدن دوربین

### مزایا و معایب
مزایای: 
- خازن ارزان قیمت با مقادیر زیاد خازنی برای فیلتر کردن فرکانس‌های پایین تر
- تراکم انرژی بیشتر از خازن‌های فیلم و خازن‌های سرامیکی
- تراکم قدرت بیشتر نسبت به ابررایانه ها
- هیچ محدودیت جریان پیک نیازی نیست
- قابل انتقال به گذری
- تنوع بسیار زیاد در سبک‌ها، مجموعه ای با طول عمر مناسب، دما و پارامترهای الکتریکی
- بسیاری از تولید کنندگان
- طول عمر محدود به علت تبخیر
- رفتار نسبی ESR و Z در دماهای بسیار پایین
- حساس به استرس مکانیکی
- حساس به آلودگی با هالوژنات
- برنامه پلاریزه شده

بازار خازن‌های الکترولیتی آلومینیومی در سال 2010 حدود 3.9 میلیارد دلار (تقریباً 2.9 میلیارد یورو) بود که حدود 22 درصد از ارزش بازار خازن در حدود 18 میلیارد دلار (2008) بود. در تعداد قطعات این خازن‌ها حدود 6٪ از کل خازن بازار حدود 70 تا 80 میلیارد قطعه را پوشش می‌دهد. 